# الین هتفیلد
اِلین هتفیلد (انگلیسی: Elaine Hatfield؛ زادهٔ ۲۲ اکتبر ۱۹۳۷) با نام اصلی الین والستر، یک نظریه‌پرداز، پژوهش‌گر و متخصص مشهور روان‌شناسی اجتماعی و استاد فعلی دانشگاه هاوایی اهل ایالات متحده آمریکا است.
او دانش‌آموختهٔ رشته روان‌شناسی در دانشگاه میشیگان و دانشگاه استنفورد است و به‌همراه الن اس. برشاید، از پیشگامان روان‌شناسیِ ارتباط بین فردی محسوب می‌شود.
وی پژوهش‌های مهمی در زمینهٔ پدیدهٔ جذابیت ظاهری انسان و رمانس دارد.